# Kabinet-Schröder I
Het kabinet–Schröder I was het Duitse kabinet van 27 oktober 1998 tot 22 oktober 2002. Het kabinet werd gevormd door de politieke partijen SPD en  B'90/DG na de verkiezing van 1998. Gerhard Schröder van de SPD diende als bondskanselier en Joschka Fischer van de B'90/DG als vicekanselier. Het was het eerste Duitse centrumlinkse kabinet sinds de oprichting van de Bondsrepubliek in 1949, en het eerste kabinet waarbij zowel de CDU/CSU of de FDP geen zitting in had.

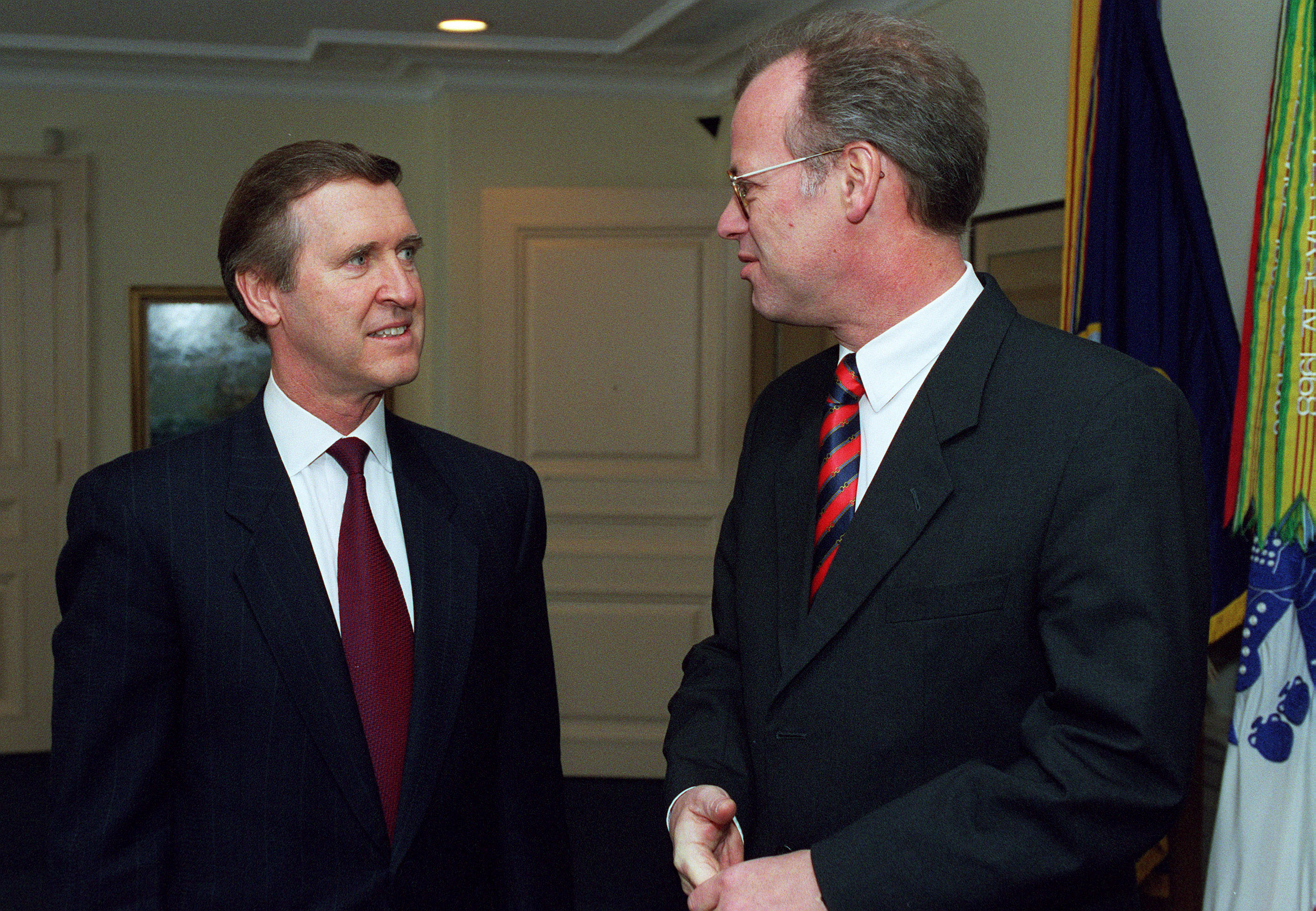
Amerikaans minister van Defensie William Cohen en bondsminister van Defensie Rudolf Scharping bij het Pentagon op 24 november 1998.

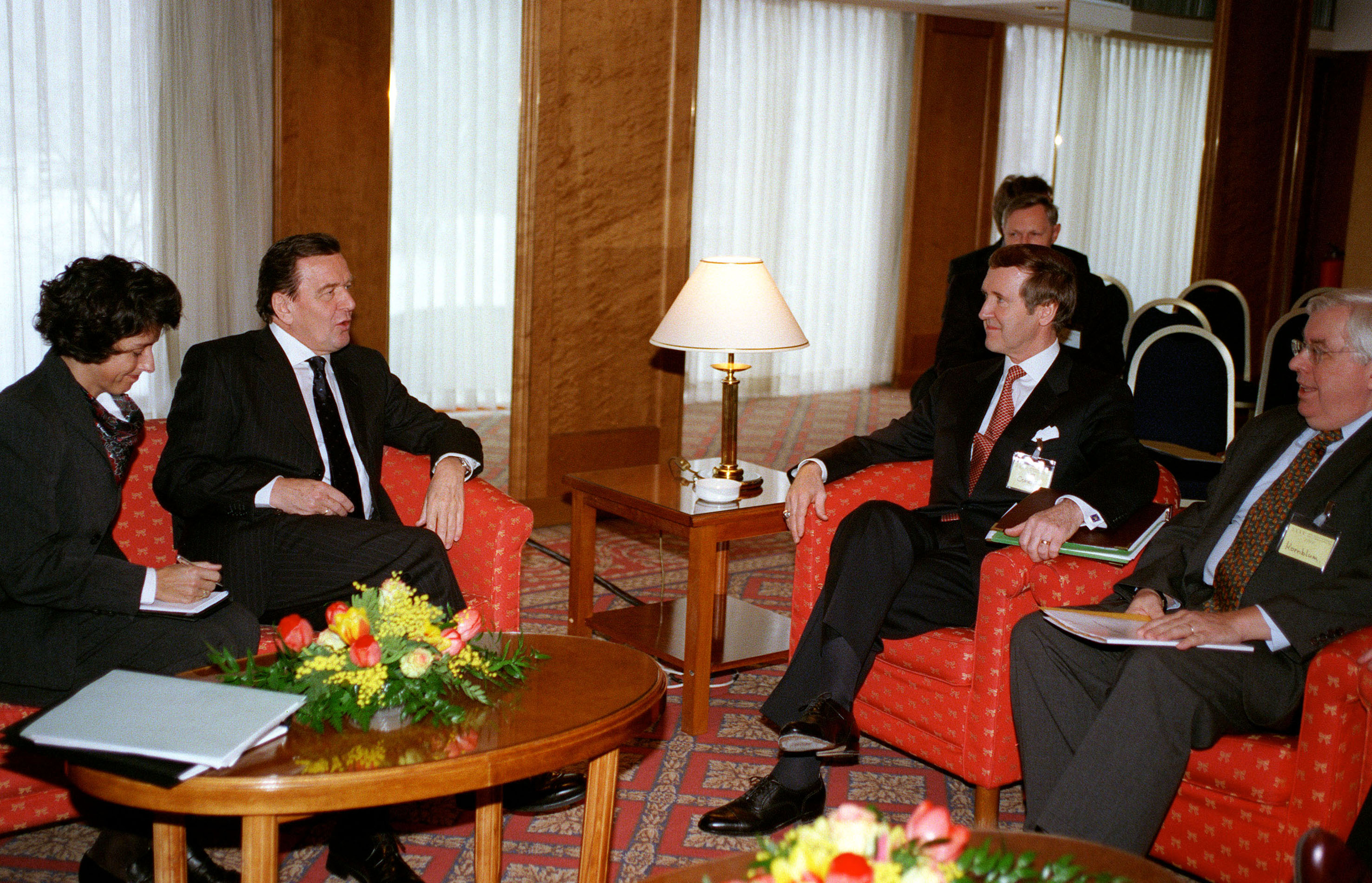
Bondskanselier Gerhard Schröder en de Amerikaans minister van Defensie William Cohen in München op 6 februari 1999.

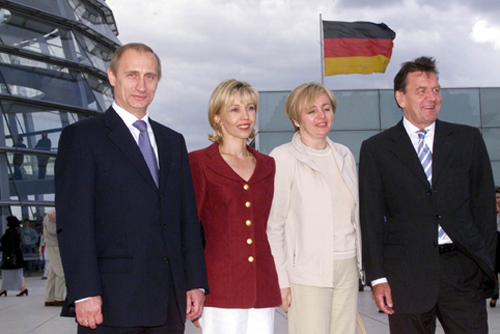
President van Rusland en bondskanselier Gerhard Schröder in het Rijksdaggebouw op 16 juni 2000.

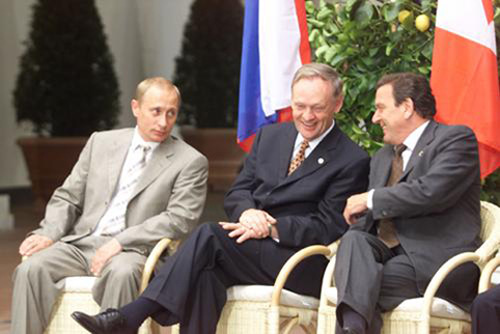
President van Rusland Vladimir Poetin, premier van Canada Jean Chrétien en bondskanselier Gerhard Schröder tijdens een G8 bijeenkomst in Genua op 20 juli 2001.

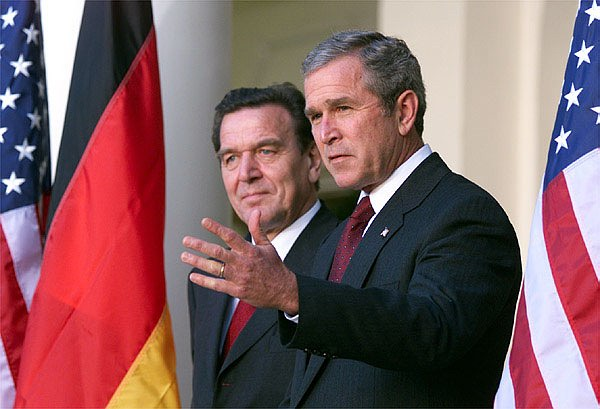
Bondskanselier Gerhard Schröder en president van de Verenigde Staten George W. Bush bij het Witte Huis op 9 oktober 2001.

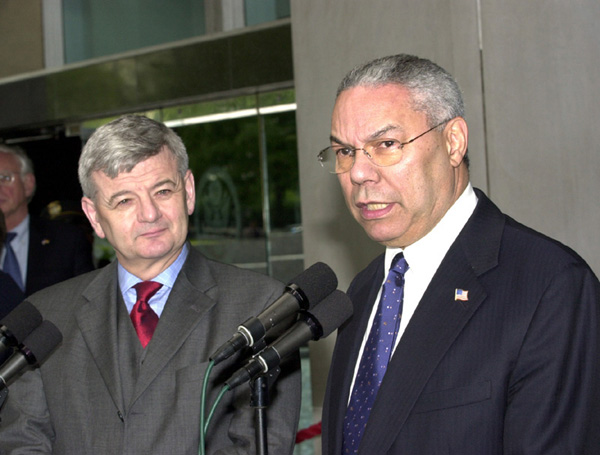
Bondsminister van Buitenlandse Zaken Joschka Fischer en de Amerikaans minister van Buitenlandse Zaken Colin Powell in Washington D.C. op 29 april 2002.

| Ambtsbekleders                            | Ambtsbekleders            | Ambtsbekleders                   | Functie(s)                                                               | Termijn           | Termijn           | Partij(en) |
| ----------------------------------------- | ------------------------- | -------------------------------- | ------------------------------------------------------------------------ | ----------------- | ----------------- | ---------- |
|                                           |                           | Gerhard Schröder (1944)          | Bondskanselier                                                           | 27 oktober 1998   | 22 november 2005  | SPD        |
|                                           | Joschka Fischer           | Joschka Fischer (1948)           | Vicekanselier                                                            | 27 oktober 1998   | 22 november 2005  | B'90/DG    |
| Bondsminister van Buitenlandse Zaken      | Joschka Fischer           | Joschka Fischer (1948)           |                                                                          | 27 oktober 1998   | 22 november 2005  | B'90/DG    |
|                                           | Otto Schily               | Otto Schily (1932)               | Bondsminister van Binnenlandse Zaken                                     | 27 oktober 1998   | 22 november 2005  | SPD        |
|                                           | Oskar Lafontaine          | Oskar Lafontaine (1943)          | Bondsminister van Financiën                                              | 27 oktober 1998   | 11 maart 1999     | SPD        |
|                                           | Werner Müller             | Werner Müller (1946–2019)        | Bondsminister van Financiën                                              | 11 maart 1999     | 12 april 1999     | O          |
|                                           | Hans Eichel               | Hans Eichel (1941)               | Bondsminister van Financiën                                              | 12 april 1999     | 22 november 2005  | SPD        |
|                                           | Herta Däubler-Gmelin      | Herta Däubler- Gmelin (1943)     | Bondsminister van Justitie                                               | 27 oktober 1998   | 22 oktober 2002   | SPD        |
|                                           | Werner Müller             | Werner Müller (1946–2019)        | Bondsminister van Economische Zaken                                      | 27 oktober 1998   | 22 oktober 2002   | O          |
|                                           | Rudolf Scharping          | Rudolf Scharping (1947)          | Bondsminister van Defensie                                               | 27 oktober 1998   | 19 juli 2002      | SPD        |
|                                           | Peter Struck              | Peter Struck (1943–2012)         | Bondsminister van Defensie                                               | 19 juli 2002      | 22 november 2005  | SPD        |
|                                           | Andrea Fischer            | Andrea Fischer (1960)            | Bondsminister van Volksgezondheid                                        | 27 oktober 1998   | 12 januari 2001   | B'90/DG    |
|                                           | Ulla Schmidt              | Ulla Schmidt (1949)              | Bondsminister van Volksgezondheid                                        | 12 januari 2001   | 28 oktober 2009   | SPD        |
|                                           | Walter Riester            | Walter Riester (1943)            | Bondsminister van Arbeid en Sociale Zaken                                | 27 oktober 1998   | 22 oktober 2002   | SPD        |
|                                           | Edelgard Bulmahn          | Edelgard Bulmahn (1951)          | Bondsminister van Onderwijs en Wetenschap                                | 27 oktober 1998   | 22 november 2005  | SPD        |
|                                           | Franz Müntefering         | Franz Müntefering (1940)         | Bondsminister van Verkeer, Huisvesting en Ruimtelijke Ordening           | 27 oktober 1998   | 29 september 1999 | SPD        |
|                                           | Reinhard Klimmt           | Reinhard Klimmt (1942)           | Bondsminister van Verkeer, Huisvesting en Ruimtelijke Ordening           | 29 September 1999 | 20 november 2000  | SPD        |
|                                           | Kurt Bodewig              | Kurt Bodewig (1955)              | Bondsminister van Verkeer, Huisvesting en Ruimtelijke Ordening           | 20 november 2000  | 22 oktober 2002   | SPD        |
|                                           | Karl-Heinz Funke          | Karl-Heinz Funke (1946)          | Bondsminister van Landbouw, Voedselvoorziening en Consumentenbescherming | 27 oktober 1998   | 12 januari 2001   | SPD        |
|                                           | Renate Künast             | Renate Künast (1955)             | Bondsminister van Landbouw, Voedselvoorziening en Consumentenbescherming | 12 januari 2001   | 22 november 2005  | B'90/DG    |
|                                           | Jürgen Trittin            | Jürgen Trittin (1954)            | Bondsminister van Milieu, Klimaat en Kernveiligheid                      | 27 oktober 1998   | 22 november 2005  | B'90/DG    |
|                                           | Heidemarie Wieczorek-Zeul | Heidemarie Wieczorek-Zeul (1942) | Bondsminister voor Economische Betrekkingen en Ontwikkelingssamenwerking | 27 oktober 1998   | 28 oktober 2009   | SPD        |
|                                           | Christine Bergmann        | Christine Bergmann (1939)        | Bondsminister voor Familie, Senioren, Vrouwen en Jeugd Zaken             | 27 oktober 1998   | 22 oktober 2002   | SPD        |
|                                           | Bodo Hombach              | Bodo Hombach (1952)              | Bondsminister zonder portefeuille                                        | 27 oktober 1998   | 31 juli 1999      | SPD        |
| Chef des Bundeskanzleramts                | Bodo Hombach              | Bodo Hombach (1952)              |                                                                          | 27 oktober 1998   | 31 juli 1999      | SPD        |
| Ambtsbekleders                            | Ambtsbekleders            | Ambtsbekleders                   | Functie(s)                                                               | Termijn           | Termijn           | Partij     |
|                                           | Frank-Walter Steinmeier   | Frank-Walter Steinmeier (1956)   | Chef des Bundeskanzleramts                                               | 31 juli 1999      | 22 november 2005  | SPD        |
| Staatssecretaris voor Veiligheidsdiensten | Frank-Walter Steinmeier   | Frank-Walter Steinmeier (1956)   | 27 oktober 1998                                                          |                   | 22 november 2005  | SPD        |
|                                           | Michael Naumann           | Michael Naumann (1941)           | Staatssecretaris voor Cultuur en Media                                   | 27 oktober 1998   | 10 januari 2001   | SPD        |